# Pangasius mahakamensis
Pangasius mahakamensis är en fiskart som beskrevs av Pouyaud, Gustiano och Guy G. Teugels 2002. Pangasius mahakamensis ingår i släktet Pangasius och familjen Pangasiidae. Inga underarter finns listade i Catalogue of Life.